# Sjinkie Knegt
Sjinkie Knegt (* 5. Juli 1989 in Bantega) ist ein niederländischer Shorttracker.

## Werdegang
Als C-Junior wurde Knegt Dritter bei der Niederländischen Meisterschaft seiner Altersklasse im Jahr 2004. Auch bei weiteren unterklassigen Rennen der Saison 2004/05 gelangen ihm einige gute Ergebnisse und auch Siege, unter anderem errang er 2005 den Titel des nationalen C-Junioren-Meisters. Nachdem er in der Saison 2005/06 in den B-Junioren-Kader aufgestiegen war, schaffte er auch ordentliche Resultate bei seinen wenigen internationalen Starts, zudem wurde er Zweiter bei der Niederländischen Meisterschaft. Auch in der B-Junioren-Klasse triumphierte Knegt schließlich bei der nationalen Meisterschaft in Den Haag, sodass er als A-Junior ein Jahr später sogar für den Shorttrack-Weltcup nominiert wurde. Dort erreichte er mit der Staffel als bestes Ergebnis einmal das Halbfinale, auf den Einzelstrecken schied er schon früh in den Vorläufen aus. Auch bei der Juniorenweltmeisterschaft in Bozen ging er an den Start, er konnte jedoch seine guten Zeiten nicht wiederholen und wurde Gesamtfünfundzwanzigster, mit der Staffel scheiterte er im Viertelfinale.
In den Weltcup 2008/09 startete Knegt sehr gut, unter anderem erreichte er als bestes Ergebnis einen zehnten Platz über 1000 Meter beim vierten Weltcup in Nagano. In der Staffel gelang als beste Platzierung der siebte Rang. Bei den Europameisterschaften 2009 in Turin gewann er Silber mit der Staffel über 5000 m. Im März 2009 wurde er bei den Weltmeisterschaften in Wien Siebter über 1000 m. In der folgenden Saison erreichte er im Weltcup meist Platzierungen im Mittelfeld. Der zehnte Platz über 1000 m beim Weltcup in Marquette war dabei seine beste Platzierung. Im Januar 2010 wurde er bei den Europameisterschaften 2010 in Dresden Achter im Mehrkampf. Bei seiner ersten Olympiateilnahme in Vancouver belegte er den 28. Platz über 500 m, den 14. Rang über 1500 m und den 11. Platz über 1000 m. Seine beste Einzelplatzierung bei den nachfolgenden Weltmeisterschaften in Sofia war der 12. Platz über 1500 m. In der Saison 2010/11 erreichte er beim Weltcup in Shanghai mit dem dritten Platz in der Staffel über 5000 m und den zweiten Rang über 1000 m seine ersten Weltcuppodestplatzierungen. Beim folgenden Weltcup in Moskau holte er mit der Staffel über 5000 m seinen ersten Weltcupsieg. Bei den Shorttrack-Europameisterschaften 2011 in Heerenveen gewann er Bronze im Mehrkampf und Gold mit der Staffel über 5000 m. Zum Saisonende kam er bei den Shorttrack-Weltmeisterschaften in Sheffield auf den 27. Platz über 500 m, den 25. Rang über 1000 m und den 12. Platz über 1500 m. Die Saison beendete er auf den sechsten Rang im Gesamtweltcup über 1000 m.
In der Saison 2011/12 gewann Knegt bei den Shorttrack-Europameisterschaften 2012 in Mladá Boleslav im Mehrkampf und mit der Staffel über 5000 m jeweils die Goldmedaille. Beim Weltcupfinale in Dordrecht kam er mit dem zweiten Rang über 1000 m und den ersten Rang mit der Staffel über 5000 m erneut aufs Podium und beendete die Saison auf den siebten Platz im Gesamtweltcup über 1000 m. Bei den Weltmeisterschaften 2012 in Shanghai holte er Silber mit der Staffel über 5000 m. In der folgenden Saison errang er im Weltcup mit der Staffel viermal den zweiten Platz und über 1500 m einmal den dritten Rang. Bei den Europameisterschaften 2013 in Malmö gewann er im Mehrkampf und mit der Staffel jeweils die Silbermedaille. Im März 2013 holte er bei den Weltmeisterschaften in Debrecen Bronze mit der Staffel und Silber über 1000 m. Im Shorttrack-Weltcup 2013/14 errang er beim Weltcup in Kolomna über 1500 m und mit der Staffel den dritten Platz und erreichte damit den fünften Rang im Gesamtweltcup über 1500 m. Bei den Olympischen Winterspielen 2014 in Sotschi gewann er über 1000 m die Bronzemedaille. Zum Saisonende wurde er bei der WM 2014 in Montreal mit der 5000-m-Staffel Weltmeister und erreichte über 1000 m Silber.
Zu Beginn der Saison 2014/15 errang Knegt beim Weltcup in Salt Lake City den dritten Platz über 1000 m und den zweiten Rang über 500 m. Im weiteren Saisonverlauf holte er zwei Weltcupsiege mit der Staffel und kam zehnmal aufs Podest. Bei den Europameisterschaften 2015 in Dordrecht gewann er Bronze mit der Staffel und Gold im Mehrkampf. Im März 2015 holte er bei den Weltmeisterschaften in Moskau Bronze mit der Staffel, Silber über 1500 m und Gold jeweils im Mehrkampf und über 3000 m. Die Saison beendete er auf den sechsten Platz im Gesamtweltcup über 500 m und auf den zweiten Rang im Gesamtweltcup über 1000 m. Zu Beginn der folgenden Saison belegte er beim Weltcup in Montreal über 1500 m und mit der Staffel jeweils den zweiten Rang. Beim folgenden Weltcup in Toronto kam er über 1500 m ebenfalls auf den zweiten Rang. Es folgten in Nagoya zwei Siege, je über 1500 m und mit der Staffel und belegte in Shanghai über 500 m und 1500 m jeweils den zweiten Platz. In Dresden wurde er Dritter über 1500 m und erreichte abschließend den zweiten Platz im Weltcup über 1500 m. Bei den Europameisterschaften 2016 in Sotschi holte er die Goldmedaille mit der Staffel. Zudem wurde er Vierter im Mehrkampf und errang dabei den ersten Platz über 500 m. In der Saison 2017/18 siegte er viermal im Weltcup, davon dreimal über 1500 m und einmal mit der Staffel. Außerdem kam er sechsmal auf den zweiten und dreimal auf den dritten Platz und gewann damit die Weltcupwertung über 1500 m. Bei den Europameisterschaften 2017 in Turin holte er die Bronzemedaille im Mehrkampf und die Goldmedaille mit der Staffel. In den Einzelrennen wurde er dort Dritter über 3000 m und Erster über 500 m. Im März 2017 gewann er bei den Weltmeisterschaften in Rotterdam die Silbermedaille im Mehrkampf und jeweils Goldmedaille über 500 m, 3000 m und mit der Staffel.
Nach Platz drei über 1500 m in Budapest zu Beginn der Saison 2017/18, siegte Knegt in Dordrecht über 1000 m und belegte zudem über 500 m und mit der Staffel jeweils den zweiten Platz. Es folgte in Shanghai der zweite Platz über 1500 m und in Seoul der zweite Rang mit der Staffel. Abschließend erreichte er den vierten Platz im Weltcup über 1000 m und den zweiten Rang im Weltcup über 1500 m. Bei den Olympischen Winterspielen 2018 in Pyeongchang gewann er über 1500 m die Silbermedaille und bei den Europameisterschaften 2018 in Dresden über 500 m, 1000 m, 1500 m, im Mehrkampf und mit der Staffel jeweils die Goldmedaille. Im März 2018 holte er bei den Weltmeisterschaften in Montreal die Bronzemedaille über 1000 m. In der Saison 2018/19 siegte er in Salt Lake City über 1500 m und in Almaty mit der Staffel. Zudem wurde er in Almaty Zweiter über 1500 m und in Calgary Dritter mit der Staffel. In den Mixed-Staffelwettbewerben errang er in Calgary und in Salt Lake City jeweils den zweiten Platz und erreichte zum Saisonende den siebten Platz im Weltcup über 1500 m.

## Persönliche Bestzeiten
- 500 m: 40,263 s (aufgestellt am 2. November 2018 in Calgary)
- 100 m: 1:22,413 min (aufgestellt am 18. März 2018 in Montreal)
- 1500 m: 2:07,943 min (aufgestellt am 13. November 2016 in Salt Lake City)
- 3000 m: 4:42,464 min (aufgestellt am 8. Januar 2017 in Amsterdam)

## Teilnahmen an Weltmeisterschaften und Olympischen Winterspielen

### Olympische Spiele
- 2010 Vancouver: 11. Platz 1000 m, 14. Platz 1500 m, 28. Platz 500 m
- 2014 Sotschi: 3. Platz 1000 m, 4. Platz Staffel, 8. Platz 500 m, 12. Platz 1500 m
- 2018 Pyeongchang: 2. Platz 1500 m, 16. Platz 1000 m
- 2022 Peking: 4. Platz Mixed-Staffel, 7. Platz Staffel, 20. Platz 1500 m

### Weltmeisterschaften
- 2009 Wien: 7. Platz 1000 m, 10. Platz 500 m, 13. Platz Mehrkampf 16. Platz 1500 m
- 2010 Sofia: 12. Platz 1500 m, 18. Platz Mehrkampf 20. Platz 1000 m, 24. Platz 500 m
- 2011 Sheffield: 5. Platz Staffel, 12. Platz 1500 m, 22. Platz Mehrkampf 25. Platz 1000 m, 27. Platz 500 m
- 2012 Shanghai: 2. Platz Staffel, 5. Platz 500 m, 6. Platz 3000 m Superfinale, 6. Platz Mehrkampf, 10. Platz 1000 m
- 2013 Debrecen: 2. Platz 1000 m, 3. Platz Staffel, 5. Platz Mehrkampf, 9. Platz 1500 m, 15. Platz 500 m
- 2014 Montreal: 1. Platz Staffel, 2. Platz 1000 m, 8. Platz Mehrkampf, 9. Platz 1500 m, 22. Platz 500 m
- 2015 Moskau: 1. Platz Mehrkampf, 1. Platz 3000 m, 2. Platz 1500 m, 3. Platz Staffel, 4. Platz 500 m, 10. Platz 1000 m
- 2017 Rotterdam: 1. Platz Staffel, 1. Platz 500 m, 1. Platz 3000 m, 2. Platz Mehrkampf, 5. Platz 1500 m, 14. Platz 1000 m
- 2018 Montreal: 3. Platz 1000 m, 4. Platz Staffel, 6. Platz 3000 m, 8. Platz Mehrkampf, 10. Platz 1500 m, 52. Platz 500 m
- 2021 Rotterdam: 1. Platz Staffel, 9. Platz 1000 m, 10. Platz 500 m, 14. Platz Mehrkampf, 19. Platz 1500 m
- 2022 Montreal: 2. Platz Staffel, 4. Platz 1500 m, 6. Platz Mehrkampf, 19. Platz 1000 m, 27. Platz 500 m
- 2023 Seoul: 5. Platz 1500 m, 6. Platz Staffel, 6. Platz Mehrkampf, 23. Platz 1000 m

## Weltcupsiege

### Weltcupsiege im Einzel
| Nr. | Datum             | Ort            | Disziplin |
| --- | ----------------- | -------------- | --------- |
| 1.  | 5. Dezember 2015  | Nagoya         | 1500 m    |
| 2.  | 4. November 2016  | Calgary        | 1500 m    |
| 3.  | 13. November 2016 | Salt Lake City | 1500 m    |
| 4.  | 5. Februar 2017   | Dresden        | 1500 m    |
| 5.  | 8. Oktober 2017   | Dordrecht      | 1000 m    |
| 6.  | 10. November 2018 | Salt Lake City | 1500 m    |

### Weltcupsiege im Team
| Nr. | Datum             | Ort         |
| --- | ----------------- | ----------- |
| 1.  | 13. Februar 2011  | Moskau 1    |
| 2.  | 12. Februar 2012  | Dordrecht 1 |
| 3.  | 21. Dezember 2014 | Seoul 2     |
| 4.  | 8. Februar 2015   | Dresden 3   |
| 5.  | 6. Dezember 2015  | Nagoya 4    |
| 6.  | 12. Februar 2017  | Minsk 5     |
| 7.  | 9. Dezember 2018  | Almaty 5    |
| 8.  | 24. Oktober 2021  | Peking 6    |
| 9.  | 28. November 2021 | Dordrecht 7 |
| 10. | 27. Oktober 2024  | Montreal 8  |
| 11. | 9. Februar 2025   | Tilburg 9   |